# Guillaume Agel
Guillaume, Jean, Joseph Agel, né à Oms (Roussillon) le 26 septembre 1752 ou le 16 janvier 1753 et mort à Thuir (Pyrénées-Orientales) le 13 mars 1832, est un imprimeur français.

## Biographie
Issu d'une famille de Narbonne s'étant installée en Roussillon au XVIIe siècle, Guillaume Agel est le fils d'un apothicaire d'Oms. Il effectue ses études à Thuir puis, dès l'âge de dix-sept ans, exerce une activité de régent d'école dans plusieurs localités du Roussillon. Il gravit ensuite les échelons jusqu'à devenir juge de paix. Pendant la Révolution française, il s'enrichit car, chargé de la vente des biens réquisitionnés des émigrés en tant qu'administrateur du district de Céret, il en rachète un grand nombre aux enchères pour les revendre avec une certaine plus-value.
En 1791, le décret d’Allarde abolit les corporations, dont celle d'imprimeur. Guillaume Agel se lance dans l'imprimerie, à Thuir. Son premier texte imprimé connu date de 1792, un almanach écrit en catalan. Il imprime de nombreux almanachs, puis le marché des affiches du département des Pyrénées-Orientales. Il s'installe à Perpignan en 1802, mais doit cesser ses activités d'imprimeur en 1810, lorsque Napoléon Bonaparte établit un brevet d'imprimeur obligatoire, que le préfet refuse à Agel. Il retourne alors à l'enseignement.